# Décomposeur

Cycle de la matière organique : minéralisation et humification.

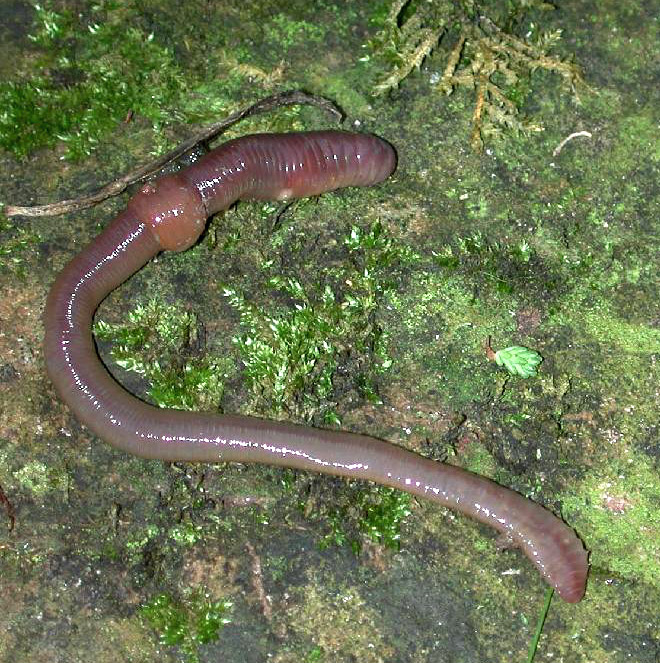
En complément des décomposeurs bactériens et fongiques, le lombric jouent un rôle important en enfouissant de la matière organique morte, puis en remontant en surface des nutriments utiles (phénomène dit de bioturbation).

Les décomposeurs sont — dans le réseau trophique — les êtres vivants participant directement à la décomposition de la matière organique morte (nécromasse) ou des excréments ou excrétats d'êtres vivants. Ils jouent un rôle majeur, nécessaire au recyclage des éléments (minéraux, oligo-éléments...) qui composent la matière organique. Certains d'entre eux contribuent aux grands processus permanents de détoxication de l'environnement, en recyclant (décomposant) des composés organiques toxiques (toxines naturelles) ou perturbateurs pour l'écosystème (certaines phéromones, hormones et perturbateurs endocriniens par exemple) contenus dans les détritus et les sédiments, le sol, etc. Ce sont principalement des bactéries et des champignons, mais aussi des détritivores, qui se nourrissent de débris animaux, végétaux ou fongiques qui sont des excrétats, excréments ou font partie de la nécromasse.

## Bactéries et champignons
Dans les sols et environnements terrestres, les bactéries et champignons agissent souvent de concert aux pH neutres, mais les champignons sont plus actifs dans les environnements à pH bas (milieu acide) alors que les bactéries sont plus actives aux pH élevés (milieux basiques). Dans les milieux dits extrêmes ces deux troupes de décomposeurs sont néanmoins tous deux inhibés. Par exemple les champignons eux-mêmes disparaissent presque au-dessous d'un pH de 4,5, probablement en raison d'une libération d'aluminium à des doses toxiques pour eux et/ou parce que la productivité du milieu en matière organique biodisponible pour eux diminue dans les milieux très acides.

## Détritivores
Les digestats et excrétats des gros décomposeurs (invertébrés) sont riches en nutriments facilement accessibles à la microflore bactérienne et fongique du sol. Ils contribuent aussi à la qualité de l'humus forestier ou prairial.
- Protozoaires (amibes, vorticelles...)
- Rotifères
- Nématodes
- Annélides (enchytréides, lombrics, vers de terre)
- Acariens (Oribates...)
- Collemboles (aujourd'hui classés dans les Entognatha)
- Insectes
- Crustacés (dont cloportes)
- Myriapodes (iules, mille-pattes ..)
- Escargots...

## Habitats
Des « décomposeurs » sont présents dans tous les compartiments des écosystèmes, presque partout dans la biosphère.
Ils peuvent vivre à l'intérieur d'un autre organisme (dans notre intestin par exemple) en étant commensal ou symbiote (dans ce dernier cas ils peuvent fournir à leur hôte des oligoéléments rares qu'ils rendent biodisponibles, des antibiotiques, des vitamines, etc.).

## Dans l'eau
Certains décomposeurs semblent ubiquistes (également présent dans l'eau et dans les matières en décomposition hors de l'eau), mais certains sont spécifiquement aquatiques.

## Utilisation
Certains décomposeurs sont utilisés dans les processus d'épuration (station d'épuration, fosse septique, filtres biologiques...), dans les processus de production de compost ou par le génie écologique pour traiter des sites ou sols pollués ou pour accélérer des processus de renaturation.
Par ailleurs, il existe des décomposeurs qui produisent des substances d'intérêt pharmaceutique, industriel ou commercial (c'est le cas de nombreux champignons produisant des antibiotiques (pénicilline par exemple ou capables d'entretenir des processus de fermentation non toxique pour l'homme, permettant de produire pain, fromage, bière, choucroute, etc.).

## Remarques
Parfois, les petits invertébrés de la pédofaune sont globalement (et improprement) qualifiés de détritivores parce qu'ils vivent dans un environnement de matière organique en décomposition (cadavre, bois mort, compost...) alors que leur régime alimentaire est néanmoins autre. Par exemple les pseudoscorpions ou les scolopendres sont carnivores. 
Dans la chaine alimentaire qui représente classiquement le réseau trophique, ils occupent une place particulière et essentielle, car contribuant à recycler la matière organique à tous les « étages » de la pyramide, entretenant le cycle du carbone. Une perturbation de la vie des décomposeurs peut se traduire par la dégradation de la fertilité du sol ou du milieu (aquatique par exemple). Pour cette raison on cherche à mieux intégrer l'écologie microbienne dans les modèles biogéochimiques.